# Copadichromis likomae
Copadichromis likomae è una specie di pesci della famiglia dei Ciclidi, endemica del lago Malawi. La si può trovare in Malawi, Mozambico, e Tanzania.